# Slovenski biografski leksikon
Slovenski biografski leksikon (kratica SBL) je leksikon o pomembnih osebnostih, ki so oblikovale kulturo in zgodovino slovenskega naroda. Nudi biografski prikaz tako Slovencev kakor oseb drugega rodu, rojenih na slovenskem ozemlju ali kako drugače povezanih s Slovenijo.
SBL je še danes temeljno slovensko biografsko referenčno delo. Izhajati je začel leta 1925 pod okriljem Zadružne gospodarske banke. Prvi urednik je bil Izidor Cankar; v uredništvu ali kot pisci člankov SBL so v naslednjih desetletjih sodelovali mnogi prvovrstni slovenski znanstveniki, zlasti humanisti. Po vojni je izhajanje leksikona prešlo k Slovenski akademiji znanosti in umetnosti. Izšlo je 15 zvezkov in imensko kazalo v 16. zvezku. Urednik zadnjih zvezkov je bil Jože Munda; izšli so do leta 1991.
Biblioteka SAZU je leta 2009 izdala elektronsko, javno dostopno spletno izdajo SBL. Od 5. decembra 2013 je ob izidu prvega zvezka Novega Slovenskega biografskega leksikona (ki ga pripravlja uredništvo v ZRC SAZU) gradivo izvirne izdaje v novi, popravljeni izdaji na voljo v okviru portala Slovenska biografija. 